# Rostislav Vojáček
Rostislav Vojáček (Křenovice, 23 febbraio 1949) è un ex calciatore cecoslovacco, di ruolo difensore.

## Carriera
Con la Nazionale cecoslovacca ha preso parte agli Europei 1980 ed ai Mondiali 1982.